# Stille Hjerte
Stille Hjerte és una pel·lícula danesa dirigida per Bille August, estrenada el 2014 i protagonitzada per Ghita Nørby, Paprika Steen, Danica Curcic i Morten Grunwald. Nominada al Nordic Council Film Prize 2015. Nominada al millor film al Festival Internacional de Cinema de Sant Sebastià 2014, on l'actriu Paprika Steen va obtenir la Conxa de Plata a la millor actriu.

## Argument
L'argument de la pel·lícula gira entorn de l'eutanàsia. És una història sobre el dret de cadascun d'acceptar la vida o refusar la vida en circumstàncies extremes. Es tracta d'un film que tracta de les relacions complexes entre persones pròximes en una situació insòlita que els fa vulnerables. Les tres generacions d'una família es reuneixen un cap de setmana. Sanne (Danica Curcic) i Heidi (Paprika Steen) han acceptat que la seva mare Esther (Ghita Norby), amb una malaltia terminal vulgui posar fi a la seva vida abans que empitjori. A mesura que va passant el temps s'adonen que la decisió els afecta a tots i no sembla tan fàcil d'assimilar.

## Repartiment
- Ghita Norby: Esther
- Paprika Steen: Heidi
- Danica Curcic: Sanne
- Morten Grunwald: Poul
- Pilou Asbaek: Dennis
- Jens Albinus: Michael
- Vigga Bro: Lisbeth
- Oskar Saelan: Jonathan

## Al voltant de la pel·lícula
Amb aquest llargmetratge Bille August torna als seus orígens, amb un estil senzill, íntim, deixant que l'espectador pugui compartir amb el cercle de personatges aquelles coses que tenen en comú. Un tema complicat tractat de manera racional i sense intencions moralitzants, on les interpretacions dels actors, el guió i els diàlegs profunds encaixen perfectament. Ghita Norby en el paper de la mare (Esther) es torna a reunir amb el director després de 22 anys, quan van treballar junts en la pel·lícula Les millors intencions (Den goda viljan) (1992).